# Anwar Shaikh
Mohammad Anwar Shaikh (1. Juni 1928 – 25. November 2006 in Cardiff, Wales; besser bekannt als Anwar Shaikh) war ein pakistanisch-britischer Autor.

## Biografie
Er wuchs in einer frommen sunnitisch-muslimischen Familie in Gujrat, Punjab auf. Seine Vorfahren waren früher „Kaschmiri-Pandits“ (Hindus aus Kaschmir). Seine Mutter konnte einen großen Teil des Korans auswendig rezitieren. Während der Krawalle zur Zeit der Teilung Indiens im Jahr 1947 tötete er an einem Tag zwei Sikhs, einen Vater und seinen Sohn. Einige Zeit später tötete er einen dritten Sikh.
Obschon einst ein überzeugter Islamist, begann er später am Islam zu zweifeln und wurde zu einem Kritiker dieser Religion. Danach wanderte er in das Vereinigte Königreich aus, heiratete eine walisische Frau und wurde ein erfolgreicher Geschäftsmann. Seine religionskritischen Bücher machten ihn zu einer berühmten und kontroversen Person. Die Bedeutung von Shaikhs Werk wurde von Tariq Ali anerkannt, der ein Kapitel seines Buches „The Clash of Fundamentalisms“ Anwars Büchern und den Reaktionen auf seine Bücher widmete. Anwar Shaikh bekehrte sich zum Hinduismus und nahm den Namen „Aniruddha Gyan Shikha“ an. 1995 wurde in Pakistan eine Fatwa gegen ihn ausgestellt, vierzehn Kleriker verhängten ein Todesurteil über ihn. Er starb im November 2006 in Wales.

## Werke
- Vedic Civilization
- Islam: The Arab National Movement
- Islam: Sex and Violence
- Islam and Human Rights
- This is Jihad
- Islam: The Arab Imperialism
- Eternity
- Faith and Deception
- Taxation and Liberty